# Laurent Lagrand
Laurent Lagrand (ur. 24 listopada 1974) – martynikański piłkarz występujący na pozycji obrońcy. Zawodnik klubu AS Samaritaine.

## Kariera klubowa
Lagrand zawodową karierę rozpoczynał w 2000 roku w Aiglon du Lamentin. W 2002 roku odszedł do zespołu Club Franciscain. Przez cztery lata gry dla tego klubu, zdobył z nim cztery mistrzostwa Martyniki (2003, 2004, 2005, 2006) oraz trzy Puchary Martyniki (2003, 2004, 2005). W 2006 roku przeszedł do drużyny AS Samaritaine.

## Kariera reprezentacyjna
W reprezentacji Martyniki Lagrand zadebiutował w 1999 roku. W 2002 roku znalazł się w drużynie na Złoty Puchar CONCACAF. Zagrał na nim w meczach z Trynidadem i Tobago (1:0) i Kanadą (1:1, 5:6 w rzutach karnych), a Martynika odpadła z turnieju w ćwierćfinale.
W 2003 roku Lagrand ponownie został powołany do kadry na Złoty Puchar CONCACAF. Nie wystąpił jednak na nim ani razu, a Martynika zakończyła turniej na fazie grupowej.
W drużynie narodowej Lagrand grał w latach 1999-2003.